# Dolny Lej
Dolny Lej (Niżni Lej, Awen Dolny) – jaskinia w Dolinie Małej Łąki w Tatrach Zachodnich. Wejście do niej znajduje się w północno-wschodnim zboczu Małołączniaka, w Kotlinach, poniżej Jaskini nad Kotlinami, na wysokości 1763 metrów n.p.m. Długość jaskini wynosi 5,5 metrów, a jej deniwelacja również 5,5 metrów.

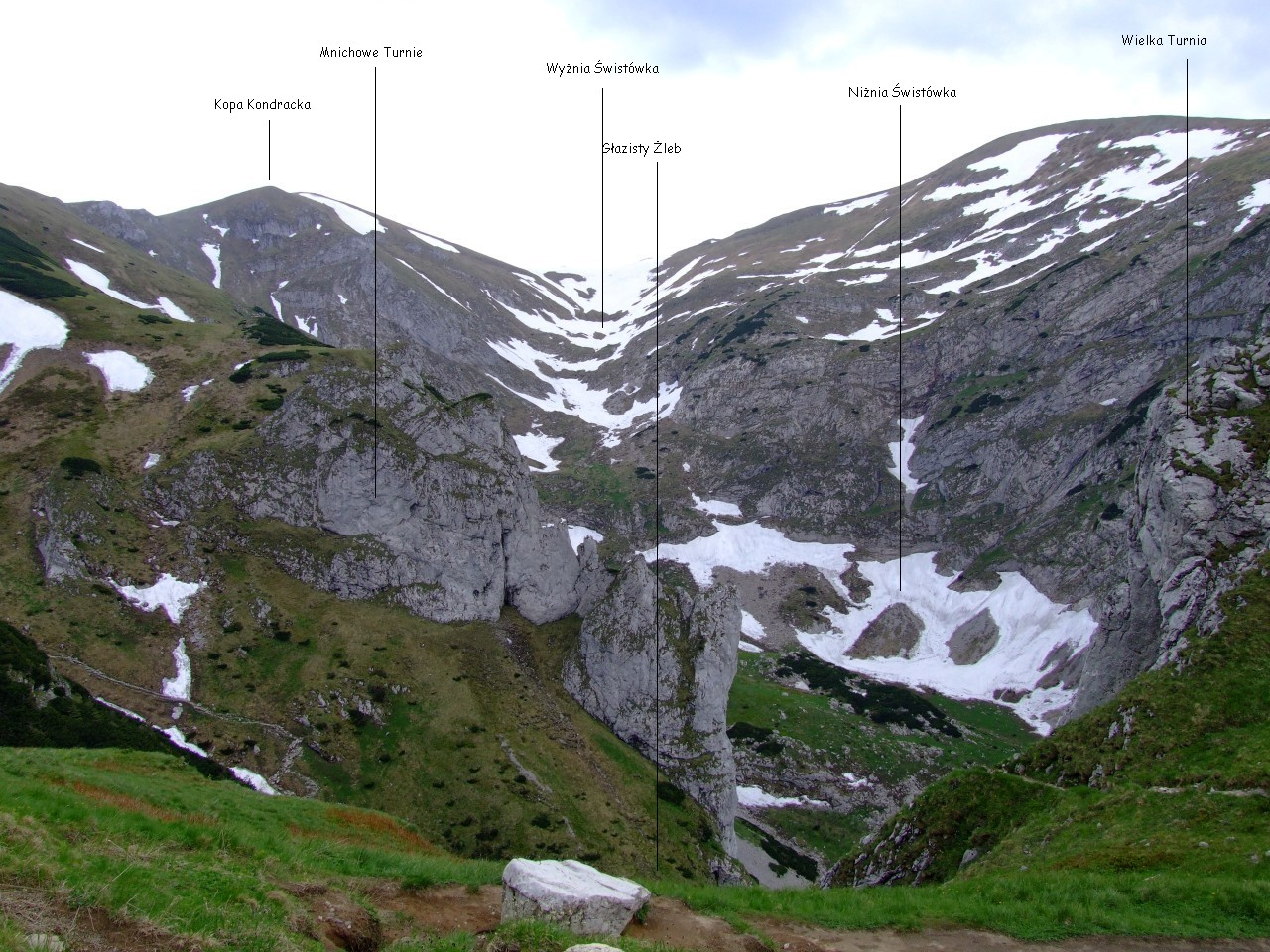
Powyżej Niżniej Świstówki taras Kotliny

## Opis jaskini
Jaskinią jest duży lej krasowy w kształcie studni o średnicy około 16 metrów.

## Przyroda
W rejonie Kotlin znajdują się trzy duże leje krasowe. Oprócz Dolnego Leja jest jeszcze Górny Lej i Średni Lej.
Na dnie jaskini leży prawie przez cały rok płat zlodowaciałego śniegu.
Rosną w niej rośliny kwiatowe, porosty, paprocie, mchy oraz wątrobowce.

## Historia odkryć
Jaskinia znana była od dawna. Zbadała ją w sierpniu 1959 roku grupa grotołazów zakopiańskich i nazwała Awen Dolny.